# David Tanner
David Tanner (Melbourne, Estado de Victoria, 30 de septiembre de 1984) es un ciclista australiano.
Debutó como profesional en 2009 con el equipo Rock Racing tras haber estado en 2008 como stagiaire en el Barloworld. En 2011 fichó por el equipo Saxo Bank Sungard y en 2013 pasó al Blanco Pro Cycling, equipo que cambió de nombre previo al Tour de Francia, llamándose Belkin-Pro Cycling Team. En 2015 fichó por el conjunto IAM Cycling.

## Palmarés
2010
- 1 etapa del Tour de Beauce
- 1 etapa del Tour de China
- 1 etapa del Tour de Utah

2015
- 1 etapa de la Vuelta a Austria

## Resultados en Grandes Vueltas y Campeonatos del Mundo
| Carrera         | Carrera         | 2009 | 2010 | 2011 | 2012 | 2013  | 2014  | 2015 | 2016 | 2017 | 2018 |
| --------------- | --------------- | ---- | ---- | ---- | ---- | ----- | ----- | ---- | ---- | ---- | ---- |
|                 | Giro de Italia  | —    | —    | —    | —    | —     | 130.º | —    | —    | —    | —    |
|                 | Tour de Francia | —    | —    | —    | —    | —     | —     | —    | —    | —    | —    |
|                 | Vuelta a España | —    | —    | —    | —    | 106.º | —     | Ab.  | —    | —    | —    |
| Mundial en Ruta | Mundial en Ruta | —    | —    | —    | 42.º | Ab.   | —     | —    | —    | —    | —    |

—: no participa

Ab.: abandono

## Equipos
- Barloworld (stagiaire) (2008)
- Rock Racing (2009)
- Fly V Australia (2010)
- Saxo Bank (2011-2012)
  - Saxo Bank-Sungard (2011)
  - Saxo Bank-Tinkoff Bank (2012)
- Blanco/Belkin (2013-2014)
  - Blanco Pro Cycling (2013)[1]
  - Belkin-Pro Cycling Team (2013-2014)
- IAM Cycling (2015-2016)
- Vérandas Willems-Crelan[2] (01.07.2017-2018)